# 대기

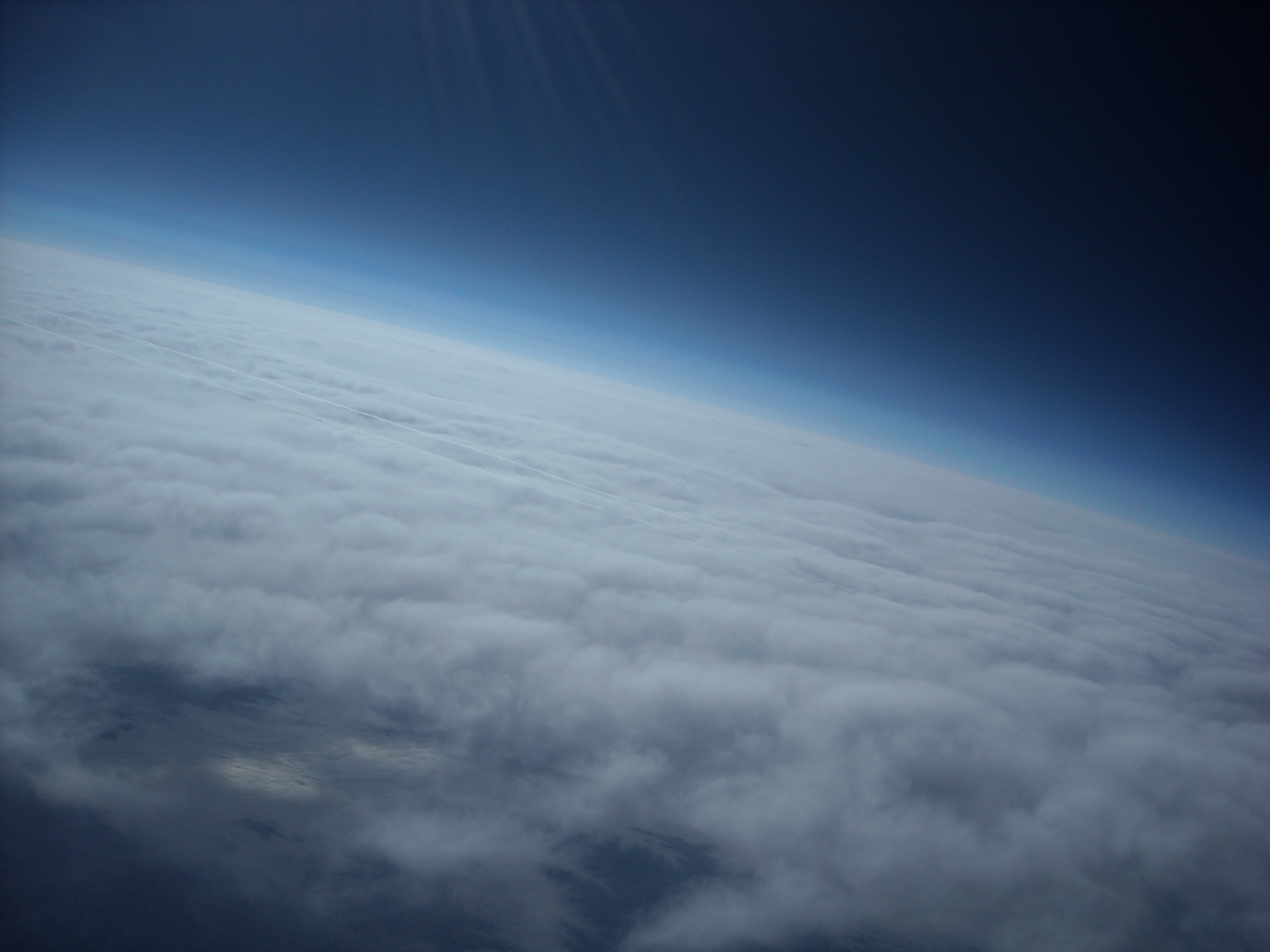
지구 대기의 모습, 아래에 구름이 보인다

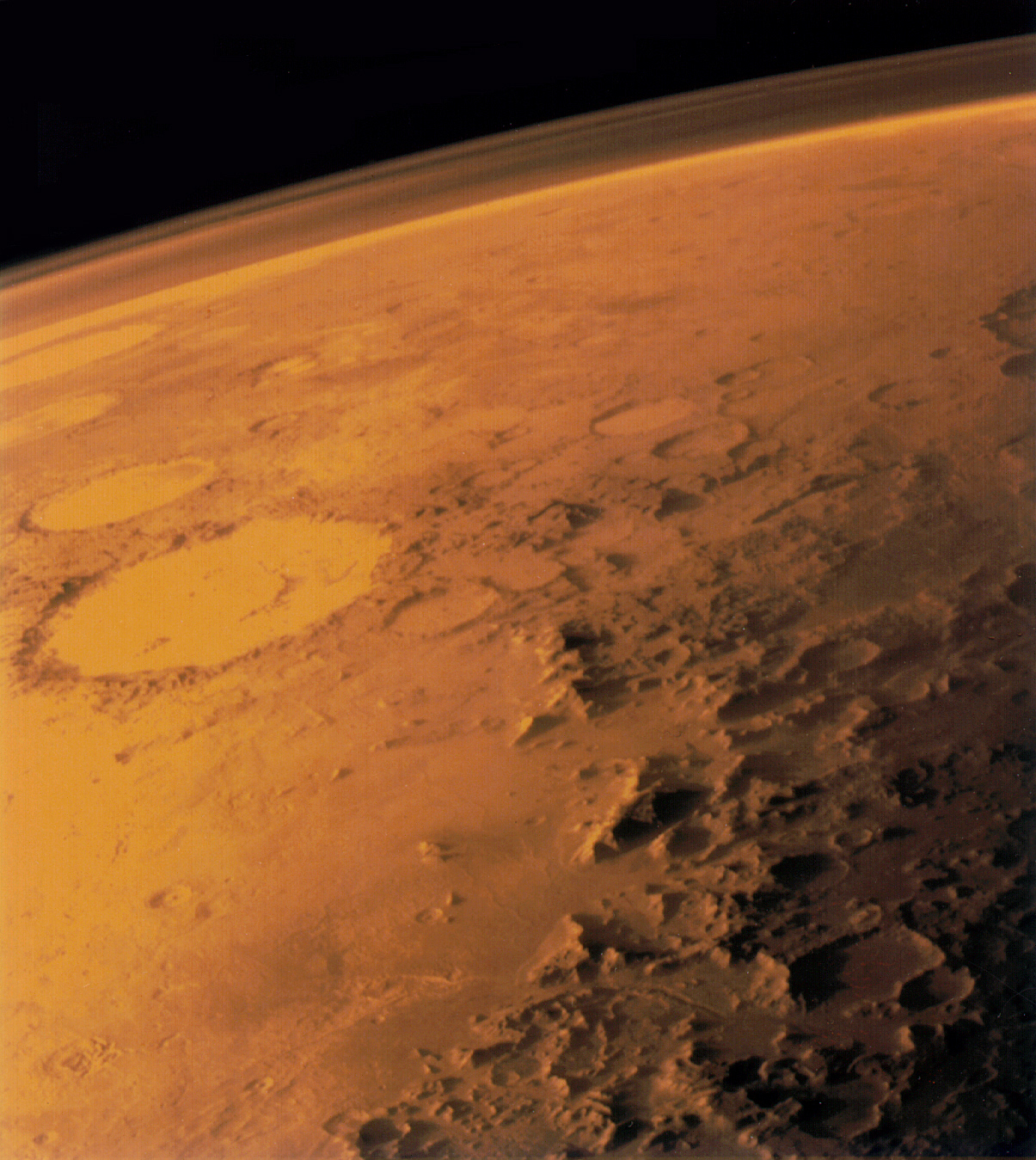
화성의 옅은 대기

대기(大氣, Atmosphere)는 천체의 주위를 대체로 일정하게 둘러싸고 있는 기체층을 말한다. 별다른 조건없이 '대기'라고 표현할 때에는 일반적으로 지구 대기권을 가리키는 말로 쓰인다. 생명체가 호흡할 수 있도록 해 주고, 운석이나 기타 위협적인 요소들로부터 생명체를 보호하기 위해서 필수적인 조건이다.행성을 사람이라고 치자면 대기는 옷이라고 생각하면 편하다. 태양계 위성 중에서는 타이탄이 질소 주성분의 대기를 가지고 있다.

## 지구 대기권

지구 대기권은 5개의 층으로 나뉜다

지구의 대기권은 기체층으로 지표에서 고도 약 1000 km까지 존재한다. 주로 질소와 산소로 이루어져 있으며 그 외에 이산화탄소, 헬륨, 아르곤 등의 희소 기체가 포함되어 있다. 수증기를 제외한 공기 성분은 약 80 km까지 거의 일정하다.
지구 대기권은 고도에 따라 대류권, 성층권, 중간권, 열권, 외기권 등으로 구분된다. 기상의 변화는 대류권에서 나타나며 다른 권역에서는 오존층의 생성, 전자기파의 반사와 같은 성질을 보이는 특이층이 존재한다.

### 지구 대기의 운동
공기에는 여러 가지 힘이 작용하고 있다. 그 중에서도 가장 중요한 힘은,  ⑴ 기압이 위치에 따라 다르므로 기압이 높은 곳에서 낮은 곳으로 미는 힘  ⑵ 지면(地面) 마찰의 힘  ⑶ 지구가 회전하고 있기 때문에 작용하는 힘 등이다. 주로 이 세 가지 힘의 균형에 의하여 바람은 여러 가지로 변한다.  한마디로 바람이라 해도 실제로는 매우 복잡하며 강하게 불었다가 약하게 불었다 하기도 하고 또 풍속에 따라 풍향도 좌우로 조금씩 흔들린다. 이것을 '바람의 숨'이라 한다. 또 지형은 수평면이 아니고 건물도 있으므로 저항이 작용하여 수많은 작은 소용돌이가 발생하여 불어오므로 순간풍속은 일정하지 않다. 따라서 10분간의 평균을 산출한 평균 풍속을 일반적으로 풍속이라고 부르고 있다. 공기의 운동은 바람이 부는 것으로 알 수 있으므로 같은 시각에 각 지방에서 바람 관측을 하면 운동 상태를 알 수가 있으나 규모에 따라 여러 가지 운동으로 나눌 수 있다. 그 중 가장 규모가 큰 운동이 지구를 둘러싸고 있는 대기의 흐름으로서 이것을 대기의 대환류(大環流)라 한다.

### 지구 대기의 역할
지구 대기의 역할은 생명체에 산소 및 이산화탄소 공급, 온실 효과를 통한 지구 보온, 태양(Sun)으로부터 오는 자외선 차단, 저위도의 에너지를 고위도로 운반, 운석으로부터 지구 보호, 지표면의 풍화 및 침식작용 역할 등이 있다.

## 다일성의 대기권

### 지구형 행성
수성은 대기가 거의 없다. 달보다는 짙은 대기를 가지고 있지만, 우주 공간보다 약간 짙은 정도이다. 수성 대기의 대부분은 산소로 이루어져 있다.
금성의 대기는 95% 이상이 이산화탄소로 구성되어 있으며 지구 대기압의 90배에 달하는 두꺼운 대기를 가지고 있다. 금성의 대기는 두껍고 이산화탄소가 많아 온실효과가 매우 활발하게 일어나 표면 온도가 500°C 가까이 근접한다. 금성은 탈출 속도가 지구와 거의 비슷하지만, 표면 온도가 높기 때문에 질량이 작은 수소 기체 등은 활발한 분자 운동으로 인해 평균 운동 속도가 증가하여 금성을 벗어나 버리고, 질소와 약간의 아르곤 등이 대기 중에 분포하고 있다. 수증기는 대기 상층부에만 약간 존재하기 때문에 금성의 대기는 전체적으로 건조하다.
화성의 대기는 대부분이 이산화탄소이며 기압은 지구의 1/100 정도이다. 태양에서 비교적 먼 편이라 표면 온도는 영하권이다. 화성은 자기장이 매우 미약해서 대기가 태양풍의 영향으로 쓸려나가고 있는 상태이다. 또한 화성의 여름에는 극지방의 드라이아이스가 녹아 이산화탄소가 대기중으로 유입되어 대기가 약간 짙어진다.

### 목성형 행성
목성의 대기는 주로 수소로 이루어져 있으며 남반구에 커다란 소용돌이인 대적반이 관찰된다. 대체로 지구형 행성에 비해 매우 높은 기압을 가지고 있어서 탐사선을 통한 정확한 기압 측정이 불가능하다. 목성을 제외한 나머지
목성형 행성들인 토성, 해왕성, 천왕성 등의 행성도 목성 대기 성분과 비슷하다.

### 위성의 대기권
위성은 행성에 비해 중력과 질량이 작기 때문에 대기가 없을 것이라고 생각됐지만, 토성의 위성인 타이탄은 지구 대기압의 1.4배에 달하는 질소 주성분 대기가 있다.

## 같이 보기

### 일반 주제
- 오존층
- 대기 굴절
- 대기압
- 대기 순환

### 지구 밖 행성의 대기
- 타이탄의 대기
- 화성의 대기
- 토성의 대기